# Oresbius nordenskioldii
Oresbius nordenskioldii är en stekelart som först beskrevs av Holmgren 1880.  Oresbius nordenskioldii ingår i släktet Oresbius och familjen brokparasitsteklar. Inga underarter finns listade i Catalogue of Life.